# Rogue Not Quite One
Rogue Not Quite One (también denominado como Maggie Simpson in "Rogue Not Quite One") es un cortometraje de animación estadounidense basado en la serie de televisión Los Simpson, producido por Gracie Films y 20th Television Animation para Disney+. Es la secuela de The Force Awakens from Its Nap, y se estrenó el 4 de mayo de 2023.

## Sinopsis
Se ve al Mandaloriano paseando con Grogu, pero un stormtrooper le impide el ingreso a un predio familiar sin antes dejar su carrito y sus armas. Aparece Homer en compañía de Maggie, a quien está llevando a una guardería pero se detiene a entrar a la Taberna de Moe, por lo que deja a Maggie en el carrito del Mandaloriano. Al regresar después de beber un trago, Homer es devorado por un cliente de la taberna. Mientras Maggie esperaba impacientemente, activa accidentalmente los controles del carrito; y al ver esto, el Mandaloriano quiere atacarla, pero ésta logra huir con el carrito, que también funciona como vehículo.
Al no saber conducirlo, Maggie choca con diversos lugares hasta que presiona accidentalmente el botón para hipervelocidad, por lo que llega al espacio exterior. Habiendo pasado por esto, es atacada por Darth Maul Baby (interpretado por Gerald). Mientras tanto, Homer es expulsado de la boca del cliente y busca a Maggie, cuando el Mandaloriano le indica que Maggie está en el espacio, por lo que busca a la bebé a través de una app.
Mientras busca escapar de Darth Maul Baby, Maggie usa hipervelocidad para llegar a la Tierra, específicamente a Springfield, pero logra ser alcanzado por el enemigo, respaldado por varios secuaces. Para detenerlos, la naturaleza de la ciudad destruye algunas naves, incluso Kang y Kodos aparecen para derribar a los restantes. Finalmente, la lucha se da entre Maggie y Darth Maul Baby, donde usa su chupón para neutralizar a su atacante y volverlo bueno.
Aunque se despide de su rival, Maggie se siente triste por la pérdida de su chupón, pero aparece BB-8 con uno nuevo. Finalmente, Maggie junto al BB-8, contemplan el atardecer en Springfield desde el carrito.

## Producción
El corto fue dirigido por David Silverman, guionizado por Al Jean y otros más, música hecha por Bleeding FInders Music, grabado y editado en Gracie Films y distribuido por la 20th Century Fox.

## Elenco
- Hank Azaria como Clancy Wiggum.
- Chris Edgerly.
- Dawnn Lewis como TIE.